# Charaxes alladinis
Charaxes alladinis är en fjärilsart som beskrevs av Butler 1869. Charaxes alladinis ingår i släktet Charaxes och familjen praktfjärilar. Inga underarter finns listade i Catalogue of Life.